# Alberto Di Silvestre
Alberto Di Silvestre (Pescara, 12 de julho de 2000) é um jogador de vôlei de praia italiano, que foi vice-campeão do Campeonato Mundial de Vôlei de Praia Sub-21 de 2019 na Tailândia.

## Carreira
Em 2019 ao lado de Jakob Windisch disputou a edição do Campeonato Mundial Sub-21 realizado em Udon Thani e obteve a medalha de prata.